# 菜なれ花なれ
『菜なれ花なれ』（ななれはななれ）は、P.A.WORKSとDMM.comの共同制作による、日本のオリジナルテレビアニメ。2024年7月から9月まで、テレビ東京系列ほかにて放送された。

## 概要
監督・シリーズ構成は柿本広大、キャラクターデザインは関口可奈味、アニメーション制作はP.A.WORKSが担当した。
2024年6月23日に、本作品と『真夜中ぱんチ』の合同先行上映会が東京都六本木のDMM.com本社イベントスペースにて開催された。

## あらすじ
群馬県を舞台に女子高生6人が様々な応援活動をする青春ドラマ。彼女たちのチアリーディングは、個性的なメンバーが多いが、純粋な気持ちで応援することで、人々に感動を与えていく。

## 登場人物

### PoMPoMs (ポンポンズ)
かなたたちが学外で行っているチアリーディング活動のチーム名。杏那のネット動画企画が発端となっている。
美空 かなた（みそら かなた）
声 - 中川梨花
主人公。鷹ノ咲（たかのさき）高校の1年生。性格は一見明るいが、根は繊細。運の悪さを気にしている（ただし殆どは自業自得）。前年の全国中学校体育大会チアリーディング部門の優勝メンバーのひとりで、HAWK WINGS入部後も1年生で唯一Aチームに選抜されるほどの高い技術を持っているが、5月の大会中のジャンプ失敗がトラウマとなって飛べなくなってしまい、現在は部活は休部状態。競技チアも好きだが、何より誰かを応援する行為そのものが好き。
小父内 涼葉（おぶない すずは）
声 - 中島由貴
桜城（おうじょう）女学園高等部の1年生。パルクールが得意で、ネット動画ではちょっとした有名人。笑顔ができず無表情で不愛想な物言いしかできないため、他人に対して壁を作りがち。手先が不器用。小学生からのチア経験者だが、無表情なためにチーム内で孤立してしまい、チームを脱退した過去がある。アイドルが好き。眉目秀麗な詩音に憧れている。
杏那・アヴェイロ（あんな・アヴェイロ）
声 - 武田羅梨沙多胡
御前嘴（おまえばし）高校の1年生。かなたたちにネット動画の企画を持ち掛けた。帰国子女で、ブラジル人の父と日本人の母を持つハーフ。護身術で習得したカポエイラが得意。思ったことをはっきり言い、納得いかないことがあると感情的になる。明るく積極的な性格だが、小学生の頃は引っ込み思案で他人から遠巻きに見られていたこともあり、人との距離関係には非常に敏感。編曲が得意で、普段は高崎中央銀座商店街にある中古レコード店「スタウトレコード」でアルバイトをしている。動画配信もしているが、再生数は芳しくない。フルネームは「杏那・アヴェイロ・ナカムラ・ドス・サントス・モレイラ・クッシティーニ」。
大谷 穏花（おおたに のどか）
声 - 石見舞菜香
御前嘴高校の1年生。杏那のクラスメイト。応援委員会に所属しているが、日曜日や休日が応援で潰れることもあってかあまり応援に対して乗り気ではない。平穏な日常を望んでいるが、いつも杏那に振り回されている。寝起きが悪い。好きなものは、ヨガ、インド、哲学。実家は高崎中央銀座商店街の仏具店で、スタウトレコードの真向かいにある。
谷崎 詩音（たにざき しおん）
声 - 佳原萌枝
桜城女学園高等部の1年生。高身長で新体操が得意で、穏花からは『沼田の妖精』と呼ばれる。父は谷崎総合病院の次期院長というお嬢様で、同病院に通院している恵深とはPoMPoMs立ち上げ前から面識がある。シンガーソングライターに憧れており、PoMPoMsがチアで使用する曲や歌詞は彼女が作っているが、歌唱は苦手。クールで自由な涼葉に憧れている。
海音寺 恵深（かいおんじ めぐみ）
声 - 伊藤美来
かなたの中学時代のチアリーディングのチームメイト。中学時代に心臓の病気が判明して手術し、完治した現在は入院によって落ちた体力と筋力を取り戻すために車椅子生活を送りながらリハビリに励んでいる。通信制の高校に入っており、鷹ノ咲高校へ編入して再びかなたとチアをやることを目標にしているが、今の自分がチアをできないことに焦りを感じている。優れたリーダーシップを持っており、野苺も一目置く存在。実家は寺で、PoMPoMsのメンバーが集まって打ち合わせや練習をするなど、活動拠点となっている。

### HAWK WINGS (ホーク・ウイングス)
鷹ノ咲高校チアリーディング部のチーム名。前年のチアリーディング全国大会の優勝チームで、大会連覇を目指している。
伊沢 野苺（いざわ のいちご）
声 - 田所あずさ
鷹ノ咲高校の2年生で、チアリーディング部の部長。眼鏡をかけている。厳しいが、仲間想い。部長のためパフォーマンスはほとんど行わない。
生天目 華（なばため はな）
声 - 北原侑奈
鷹ノ咲高校の2年生。同じトップとしてかなたにライバル心を燃やしているが、同時にかなたの才能を認めており、休部状態のかなたの事を常に気に掛けている。
神崎 柊（かんざき ひいらぎ）
声 - 逢田梨香子
鷹ノ咲高校の2年生。高身長でスタイルが良く、華は彼女の隣に立たれることを嫌う。
櫛田 雅（くしだ みやび）
声 - 芹澤優
鷹ノ咲高校の2年生で、Aチームのリーダー。左目に泣きぼくろがある。ダンスとタンブリングが得意。シビアなリアリスト。
愛江田 毬（あいえだ まり）
声 - 市ノ瀬加那
鷹ノ咲高校の2年生。高校入学してからチアを始めた努力家だが、かなた同様5月の大会中の失敗で負傷し、さらにイップスを発症。PoMPoMsで活動するかなたに焦りや嫉妬から軽い気持ちでSNS禁止のルールを破って「部活では飛べないのに、自分が楽しいときだけ飛べるんだ」のアンチコメントを書き込んだ張本人。実家は嬬恋村のキャベツ農家。

### その他
美空 心
声 - 中村千絵
かなたの母。
シスター
声 - 本泉莉奈
桜城女学園高等部のシスター。
大谷 凛花
声 - かかずゆみ
穏花の母。ヨガインストラクター。
大谷 ツヤ子
声 - 橘U子
穏花の祖母。
杏子・ナカムラ
声 - 倉田雅世
杏那の母。ウェディングプランナー。
YJ
声 - 水内清光
杏那のバイト先のレコード店スタウトレコード店主。元DJ。本名は山田潤。
MIA
声 - イブ優里安
杏那の友人。グラミー賞4冠を受賞したアーティスト。
佐藤 知羽
声 - 斎藤千和
凄腕のプランナー。スタウトレコードのネットショップやカフェの経営をプランニングする。
番家 らら
声 - 花井美春
御前嘴高校応援委員会団長。野苺の幼馴染。チアのことをハイカラ演舞と呼ぶ。

## スタッフ
- 原作 - なれなれプロジェクト[2]
- 監督・シリーズ構成 - 柿本広大[2]
- キャラクター原案 - 髙田友美[2]
- キャラクターデザイン・総作画監督 - 関口可奈味[2]、三浦菜奈[2]
- 美術監督 - 竹田悠介[2]
- 色彩設計 - 中野尚美[2]
- 美術設定 - 真村躍、宮岡真弓、牧野博美
- プロップ設定 - 宮岡真弓、牧野博美
- 3D監督 - 鈴木晴輝[2]
- 3DCGディレクター - サンジゲン、宮田拓実
- 撮影監督 - 朝日康平[1]
- 編集 - エディッツ、梅津朋美[1]
- 音楽プロデュース - 北川悠仁[1]
- 劇伴・挿入歌音楽プロデューサー - 木皿陽平[1]
- 音楽 - 谷ナオキ[1]
- 音響監督 - 伊藤巧[1]
- 音楽制作 - Stray Cats、アップドリーム、LOVE ANNEX、セーニャ、M.M.G.
- 振付・チアリーディング監修 - チアクリエーション[6]
- チーフプロデューサー - 高篠秀一
- プロデューサー - 菅野勇人、福田浩平、曹聡、木戸健介
- アニメーションプロデューサー - 小西翼
- アニメーション制作 - P.A.WORKS[2]
- 製作 - 菜なれ花なれ製作委員会[2]

## 主題歌
本作品では、フォークデュオ『ゆず』の北川悠仁がキャリア初となるアニメ音楽のプロデュースとして参加し、OP・EDの作詞作曲を担当。また劇伴・挿入歌音楽プロデューサーとして、木皿陽平が参加した。
「Cheer for you!」
PoMPoMsによるオープニングテーマ。作詞・作曲は北川悠仁、編曲はPRIMAGIC。
「with」
PoMPoMsによるエンディングテーマ。作詞は北川悠仁、作曲は北川悠仁とPRIMAGIC、編曲はPRIMAGIC。
「YOU for YOU」
PoMPoMsによる第3話のエンディングテーマ。作詞・作曲・編曲は藤井健太郎。
「Go your way」
midoによる第1話の挿入歌。作詞はmido、作曲・編曲は新田目駿。
「スロウスターター」
小父内涼葉（中島由貴）と谷崎詩音（佳原萌枝）による第2話と第8話の挿入歌。作詞・作曲・編曲は藤井健太郎。
「FeverFestaFever!」
PoMPoMsによる第5話の挿入歌。作詞は新谷風太、作曲・編曲は青木宏憲。
「花になれ」
PoMPoMsによる第12話の挿入歌。作詞・作曲は北川悠仁、編曲はPRIMAGIC。

## 各話リスト
| 話数   | サブタイトル                                     | 脚本       | 画コンテ          | 演出                         | 作画監督                                                                            | 初放送日      |
| ------ | ------------------------------------------------ | ---------- | ----------------- | ---------------------------- | ----------------------------------------------------------------------------------- | ------------- |
| 第1話  | 抱え込み1回宙返り1回ひねり 開脚一回伸身1回ひねり | 柿本広大   | 柿本広大          | 阿部ゆり子                   | 天野和子 中山みゆき 小野和美                                                        | 2024年 7月7日 |
| 第2話  | って感じで…                                      | 柿本広大   | 西田正義 柿本広大 | 平向智子                     | 田中未来 小野和美 小笠原憂 田中沙紀 迫江沙羅 Choi So-jeong Lee san jin              | 7月14日       |
| 第3話  | いつもこの顔だから                               | 綾奈ゆにこ | 今泉賢一          | ソガメグミ                   | 矢野康平 小笠原憂 降籏秀吉 佐藤好                                                   | 7月21日       |
| 第4話  | カポエイララプソディ                             | 後藤みどり | 鈴木健一          | 鈴木健一                     | 佐藤好 小笠原憂 光の園・アニメーション STUDIO MASSKET 4tune                         | 7月28日       |
| 第5話  | ありったけカーニバル音頭                         | 後藤みどり | ソガメグミ        | 大石康之                     | 井上裕亮 田中未来 中山みゆき 小野和美 小笠原憂 降籏秀吉                             | 8月4日        |
| 第6話  | ※温泉でチアはいけません。                        | 綾奈ゆにこ | 岩畑剛一          | 福井洋平                     | 矢野康平 小島明日香 降籏秀吉 Choi So-jeong 佐藤好 小林理                            | 8月11日       |
| 第7話  | ハイカラ×バンカラ！                              | 綾奈ゆにこ | 梅津朋美          | 中嶋清人                     | 細山正樹 李起燮 Jumondou Seoul Jumondou Wuxi                                        | 8月18日       |
| 第8話  | What a busy summer                               | 後藤みどり | 梅津朋美          | 太田知章                     | 天野和子 choi so-jeoung 小野和美                                                    | 8月25日       |
| 第9話  | 雨とチア                                         | 後藤みどり | 篠原俊哉          | 阿部ゆり子                   | 田中未来 小島明日香 杉光登 中山みゆき 小笠原憂                                      | 9月1日        |
| 第10話 | Go Fight Win                                     | 後藤みどり | 岩畑剛一          | 粟井重紀                     | 寿門堂                                                                              | 9月8日        |
| 第11話 | 菜なれ                                           | 後藤みどり | 谷口工作          | 長尾聡浩                     | 佐藤結花 Jumondou Seoul Jumondou Wuxi                                               | 9月16日       |
| 第12話 | 花になれ                                         | 綾奈ゆにこ | 梅津朋美 柿本広大 | ソガメグミ 梅津朋美 柿本広大 | 宮下雄次 小笠原憂 川崎玲奈 常盤健太郎 田中沙紀 佐藤好 光の園・アニメーション 半扇門 | 9月23日       |

## 放送局
| 放送期間                | 放送時間                     | 放送局                               | 対象地域                                                    | 備考                                 |
| ----------------------- | ---------------------------- | ------------------------------------ | ----------------------------------------------------------- | ------------------------------------ |
| 2024年7月7日 - 9月23日  | 日曜 23:45 - 月曜 0:15       | テレビ東京（製作参加） ほか系列全6局 | 北海道・関東広域圏・愛知県・ 大阪府・岡山県・香川県・福岡県 | 字幕放送                             |
| 2024年7月9日 - 9月24日  | 火曜 0:30 - 0:59（月曜深夜） | BSテレ東                             | 日本全域                                                    | BS/BS4K放送 / 字幕放送               |
| 2024年7月10日 - 9月25日 | 水曜 21:00 - 21:30           | AT-X                                 | 日本全域                                                    | CS放送 / 字幕放送 / リピート放送あり |
| 2024年9月18日 - 12月4日 | 水曜 1:30 - 2:00（火曜深夜） | びわ湖放送                           | 滋賀県                                                      |                                      |

| 配信開始日    | 配信時間                   | 配信サイト |
| ------------- | -------------------------- | --- |
| 2024年7月8日  | 月曜 0:15（日曜深夜） 更新 | dアニメストア [ 注 4 ] DMM TV |
| 2024年7月13日 | 土曜 0:15（金曜深夜） 更新 | ABEMA U-NEXT アニメ放題 Amazon Prime Video Hulu FOD Lemino TVer ネットもテレ東 AnimeFesta ビデオマーケット カンテレドーガ music.jp クランクイン!ビデオ ニコニコチャンネル [ 注 5 ] |
|               | 土曜 0:30（金曜深夜） 更新 | バンダイチャンネル |
|               | 土曜 12:00 更新            | HAPPY!動画 |
| 2024年7月14日 | 日曜 0:00（土曜深夜） 更新 | TELASA J:COM STREAM auスマートパスプレミアム milplus |

## BD
| 巻 | 発売日         | 収録話         | 規格品番  |
| -- | -------------- | -------------- | --------- |
| 1  | 2024年10月30日 | 第1話 - 第4話  | DMPXA-395 |
| 2  | 2024年11月27日 | 第5話 - 第8話  | DMPXA-396 |
| 3  | 2024年12月18日 | 第9話 - 第12話 | DMPXA-397 |

## CD
| 発売日         | タイトル                                                              | 規格品番  |
| -------------- | --------------------------------------------------------------------- | --------- |
| 2024年10月30日 | 『PoMPoMs』〜TVアニメ「菜なれ花なれ」キャラクターソングフルアルバム〜 | DMPCZ-038 |